# Pheidole tysoni
Pheidole tysoni är en myrart som beskrevs av Auguste-Henri Forel 1901. Pheidole tysoni ingår i släktet Pheidole och familjen myror. Inga underarter finns listade i Catalogue of Life.

## Bildgalleri

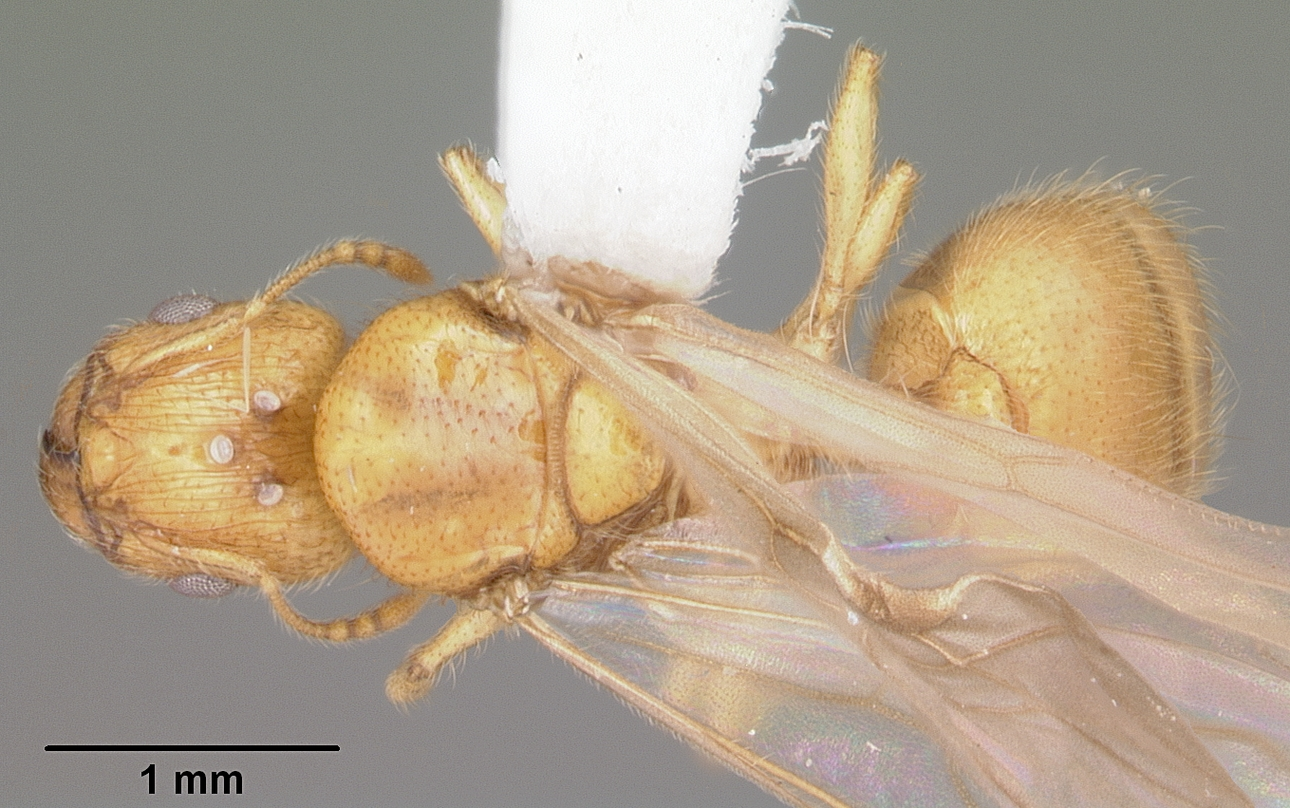
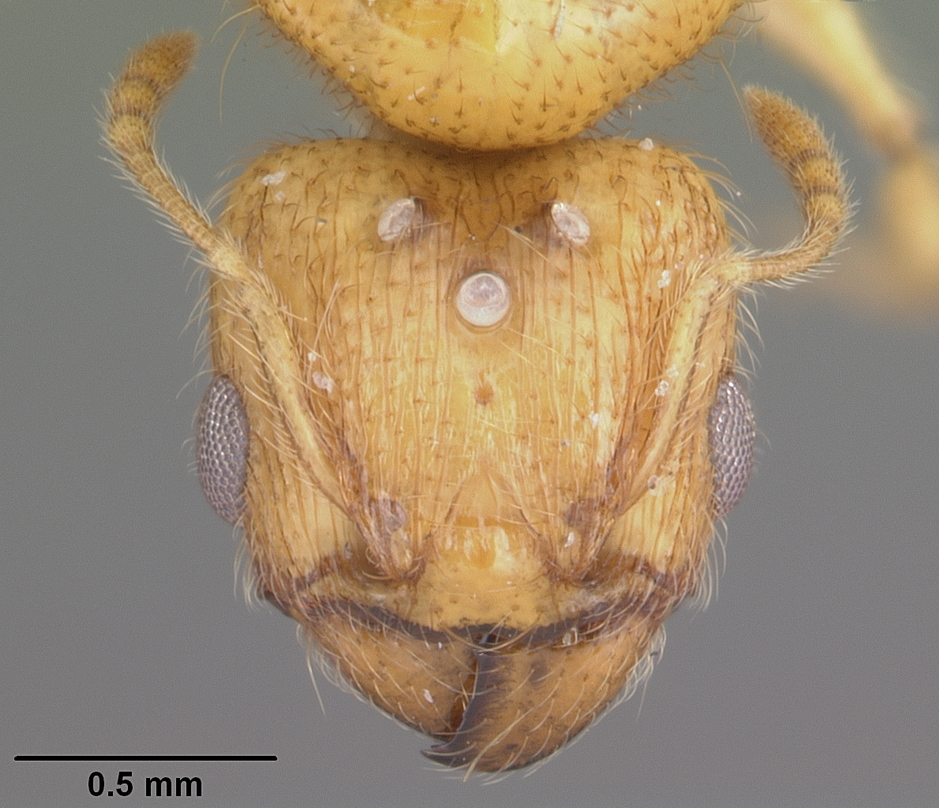
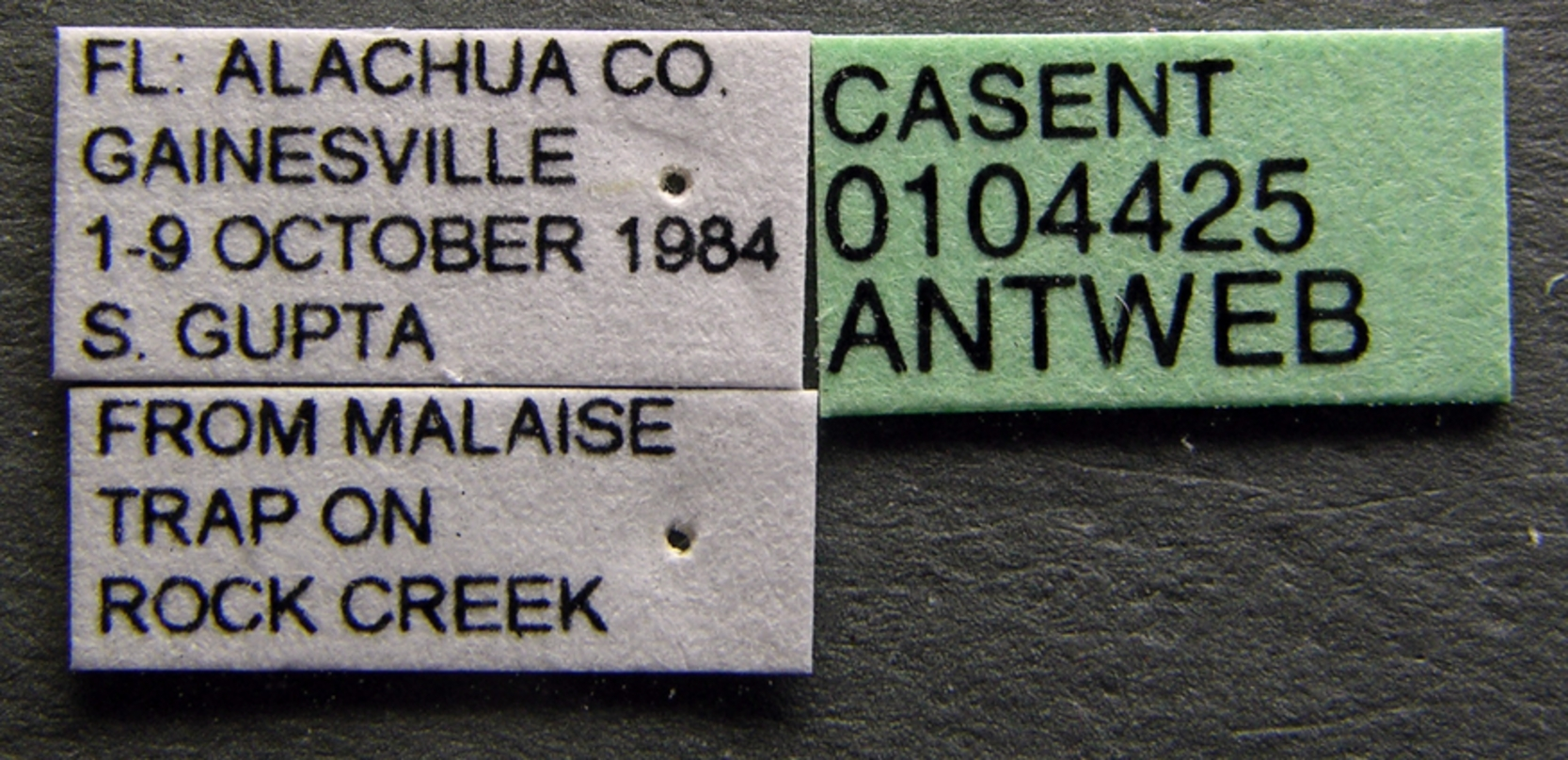
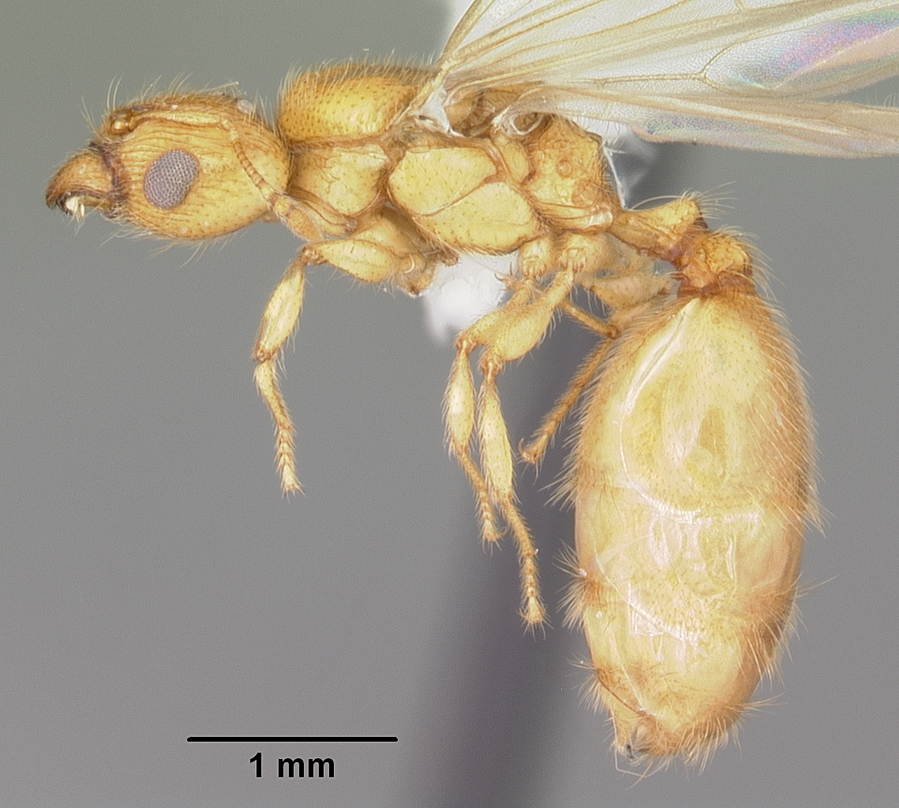
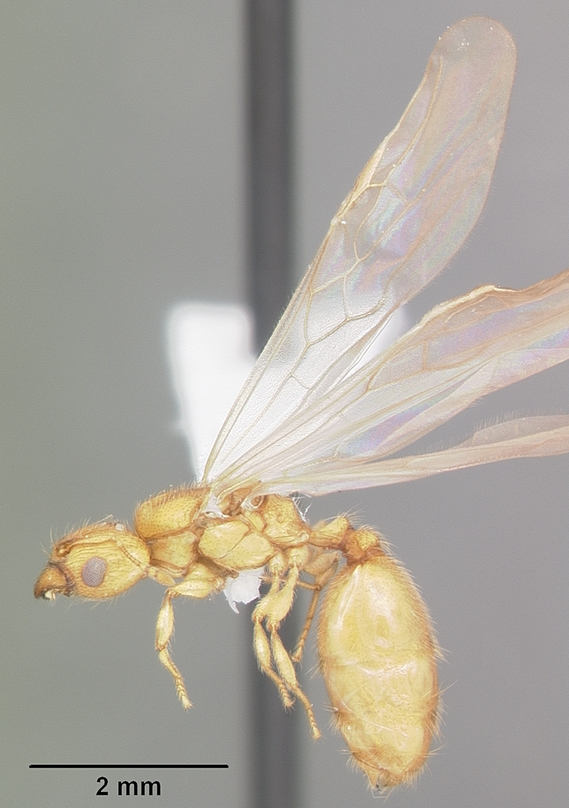
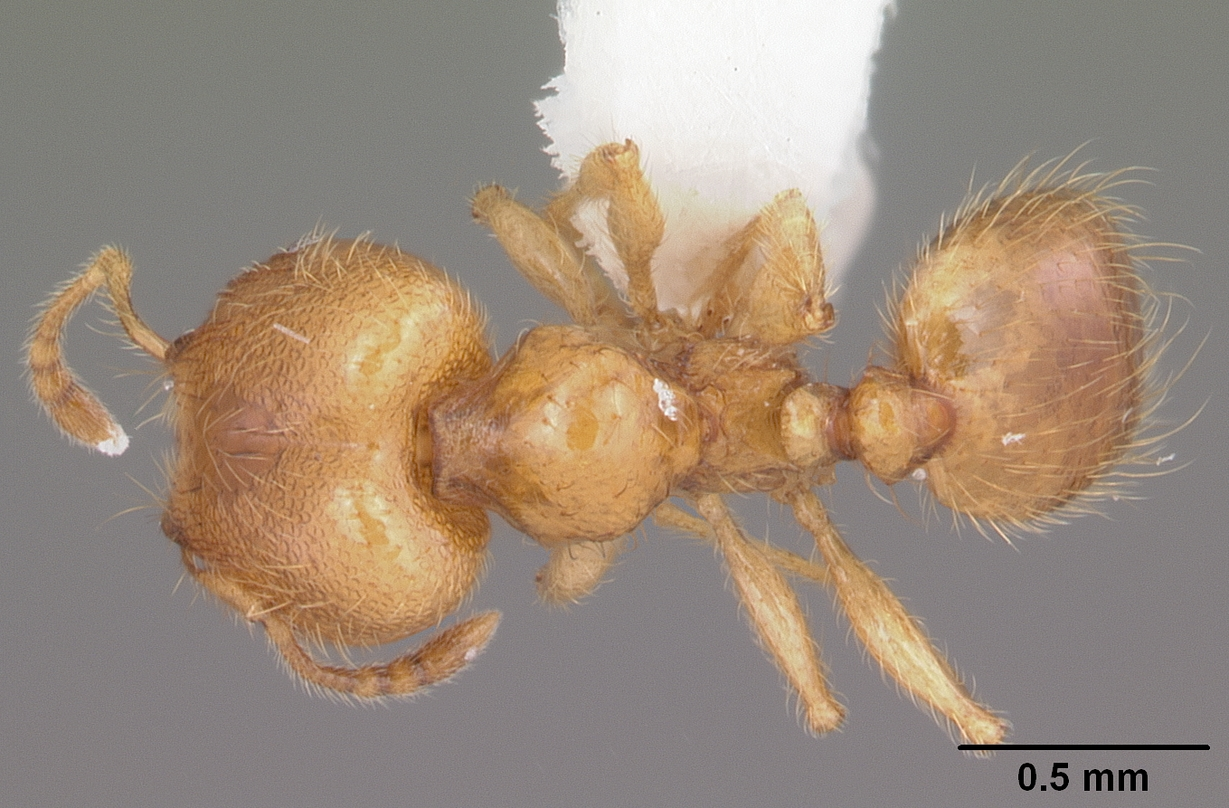